# (2552) Remek
(2552) Remek (1978 SP) – planetoida z pasa głównego asteroid okrążająca Słońce w ciągu 3,15 lat w średniej odległości 2,15 au Odkryta 24 września 1978 roku.